# Malajsijská vlajka

/ Malajsijská vlajka
Poměr stran: 1:2

Malajsijská válečná vlajka
Poměr stran: 1:2

Malajsijská námořní vlajka
Poměr stran: 1:2

Malajsijská námořní státní vlajka
Poměr stran: 1:2

Malajsijská námořní válečná vlajka
Poměr stran: 1:2

Vlajka Malajsie (známá jako Jalur Gemilang, česky Pruhy slávy) je tvořena listem o poměru stran 1:2 se čtrnácti vodorovnými pruhy, sedmi červenými a sedmi bílými. V modrém kantonu je žlutý půlměsíc a žlutá hvězda se čtrnácti cípy.
Vlajka je inspirována vlajkou Spojených států amerických a má i podobnou symboliku – počet pruhů představuje 13 členských zemí federace a teritorium hlavního města a toto číslo se opakuje i v počtu cípů hvězdy. Červená a bílá jsou oblíbené barvy v zemích jihovýchodní Asie, modrá z britské vlajky připomíná příslušnost k britskému Commonwealthu a žlutá – královská barva – reprezentuje sultány v devíti sultanátech federace. Půlměsíc a hvězda jsou symboly islámu.
Vlajka v této podobě je z roku 1963, předtím od roku 1950 měla jedenáct pruhů a jedenácticípou hvězdu s půlměsícem.

Rozměry malajsijské vlajky

## Historie

Malajsijská vlajka  (1950–1963) Poměr stran: 1:2
Návrh malajsijské vlajky (1949) Poměr stran: 1:2
Návrh malajsijské vlajky (1949) Poměr stran: 1:2
Návrh malajsijské vlajky (1949) Poměr stran: 1:2

## Vlajka malajsijského krále
Malajsijský král užívá vlastní vlajku o poměru stran 1:2, na moři pak stejnou vlajku, avšak o poměru stran 5:9 (není obrázek).

Vlajka malajsijského krále Poměr stran: 1:2

## Vlajky malajsijských  spolkových států a teritorií

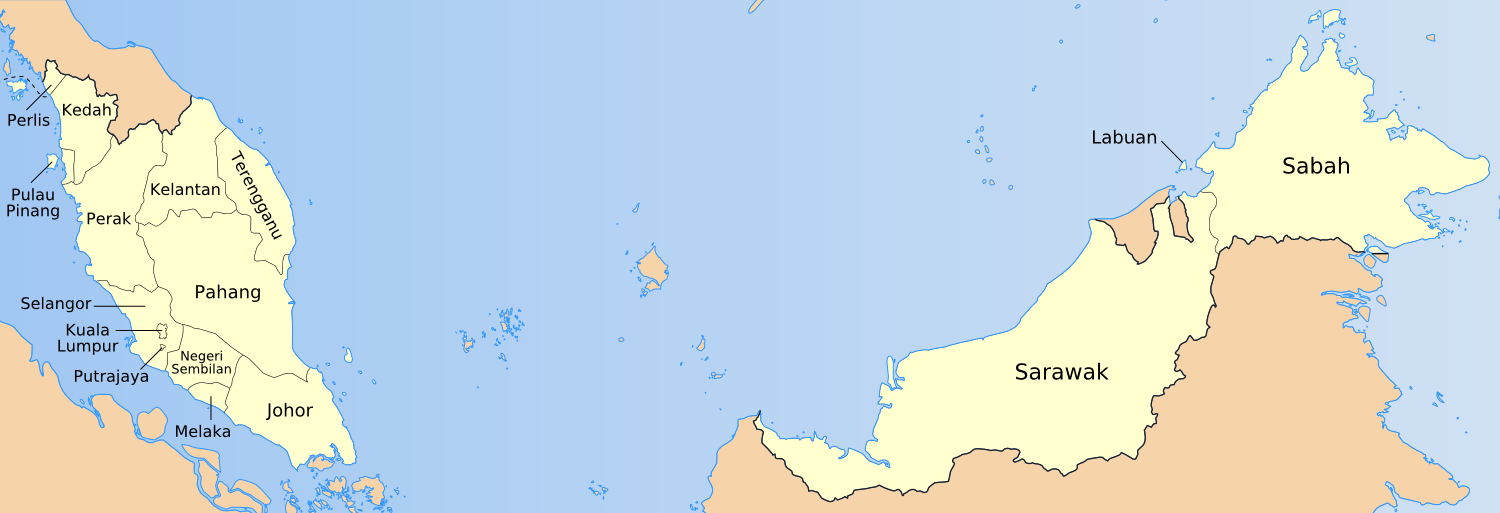
Mapa malajsijských spolkových států a teritorií

Malajsie se člení na 13 spolkových států a 3 spolková teritoria. Všechny subjekty užívají své vlajky. Navíc byla 26. května 2006 zavedena i vlajka Federálních území, zahrnující všechna tři teritoria.